# It Don't Mean a Thing (If it Ain't Got That Swing)
"It Don't Mean a Thing (If it Ain't Got That Swing)" är en komposition (jazzstandard) av Duke Ellington med text av Irving Mills och skriven 1932.

## Berömda inspelningar
- Django Reinhardt med Stephane Grappelli - Swing from Paris  (1935)
- Thelonius Monk - Thelonious Monk plays the Music of Duke Ellington (1955)
- Ella Fitzgerald - Ella Fitzgerald Sings the Duke Ellington Songbook (1957), Ella and Duke at the Cote D'Azur (1967), Ella in London (1974)
- Nina Simone - Nina Simone Sings Ellington (1962)
- Carmen McRae, Betty Carter - The Carmen McRae-Betty Carter Duets (1987)
- Tony Bennett - MTV Unplugged: Tony Bennett (1995), Bennett Sings Ellington: Hot & Cool (1999)
- Eva Cassidy - American Tune (2003)
- The Mills Brothers - Golden Greats (2002), Goodbye, Blues (2005)